# Andersonia pinaster
Andersonia pinaster är en ljungväxtart som beskrevs av Lemson. Andersonia pinaster ingår i släktet Andersonia och familjen ljungväxter. Inga underarter finns listade i Catalogue of Life.